# لنا استامبولتسیان
لنا (یلنا) بارویری استامبولتسیان (ارمنی: Լենա (Ելենա) Պարույրի Ստամբոլցյան؛ انگلیسی: Lena Stamboltsyan؛ زادهٔ ۱۳ سپتامبر ۱۹۲۶ - درگذشته ۲۰۱۱) پزشک و استاد اهل ارمنستان بود.

## زندگی‌نامه
وی در ۱۳ سپتامبر ۱۹۲۶ در ایروان به دنیا آمد و از دانشگاه پزشکی دولتی ایروان (۱۹۵۰) فارغ‌التحصیل گشت.  وی در ۲۰۱۱ در سن ۸۵ سالگی درگذشت.

## یادداشت
1. ↑  բժշկական գիտությունների դոկտոր